# Бейсуотер (станция метро)
Бейсуотер (англ. Bayswater) — станция лондонского метрополитена в административном округе Вестминстер. На станции останавливаются поезда линий Дистрикт и Кольцевой. Относится к первой тарифной зоне.

## История станции
Станция была открыта 1 октября 1868 года, ровно через пять лет после открытия первой линии лондонского метро Metropolitan Railway.
Станцию несколько раз переименовывали:
- Бейсуотер (Куинз-роуд)-энд-Вестборн Гроув (1923),
- Бейсуотер (Куинз-роуд) (1933) и
- Бейсуотер (Куинзвэй) (1946).

## Иллюстрации
- Станция «Бейсуотер»
- Прежний вид с улицы
- Вход на станцию
- Станция внутри
- Платформа
- Вид на платформу сверху
- Название станции
- Вид на платформу
- Рондель на стене